# Oude Kleine Beltbrug
De Oude Kleine Beltbrug (Deens: Den Gamle Lillebæltsbro) is een vakwerkbrug in Denemarken tussen Snoghøj en Middelfart. Deze brug uit 1935 verbindt Jutland, het vasteland van Denemarken, met het eiland Funen dat oostelijker ligt. De brug zelf loopt vanaf Jutland niet naar het oosten maar naar het zuiden, zelfs iets zuidwestelijk, waardoor hij een van de smalste stukken van de Snævringen overspant. Dat is het smalle en bochtige deel van de Kleine Belt dat loopt van Stenderup Hage in het zuidwesten tot Fredericia in het noordoosten. Het water is hier zo'n 800 meter breed en de brug is 1.178 meter lang, met een grootste overspanning van 220 meter.
De brug is 20,5 meter breed, wat anno 2024 ruimte geeft voor het dubbelspoor van de spoorlijn Nyborg - Fredericia en de Kolding Landevej (Sekundærrute 161), een Deense secundaire weg met vrijliggende fietspaden, die ter plaatse smal is. Het doorgaand autoverkeer kan sinds 1970 via de E20 over de veel ruimere Nieuwe Kleine Beltbrug (Den Nye Lillebæltsbro). Treinverkeer en fietsers kunnen niet over deze nieuwere brug.
De Oude Kleine Beltbrug is tussen 1929 en 1935 gebouwd naar een ontwerp van Monberg & Thorsen en werd op 14 mei 1935 geopend. Hij is vanaf 2010 afgebeeld op het bankbiljet van 100 Deense kroon.

## Galerij

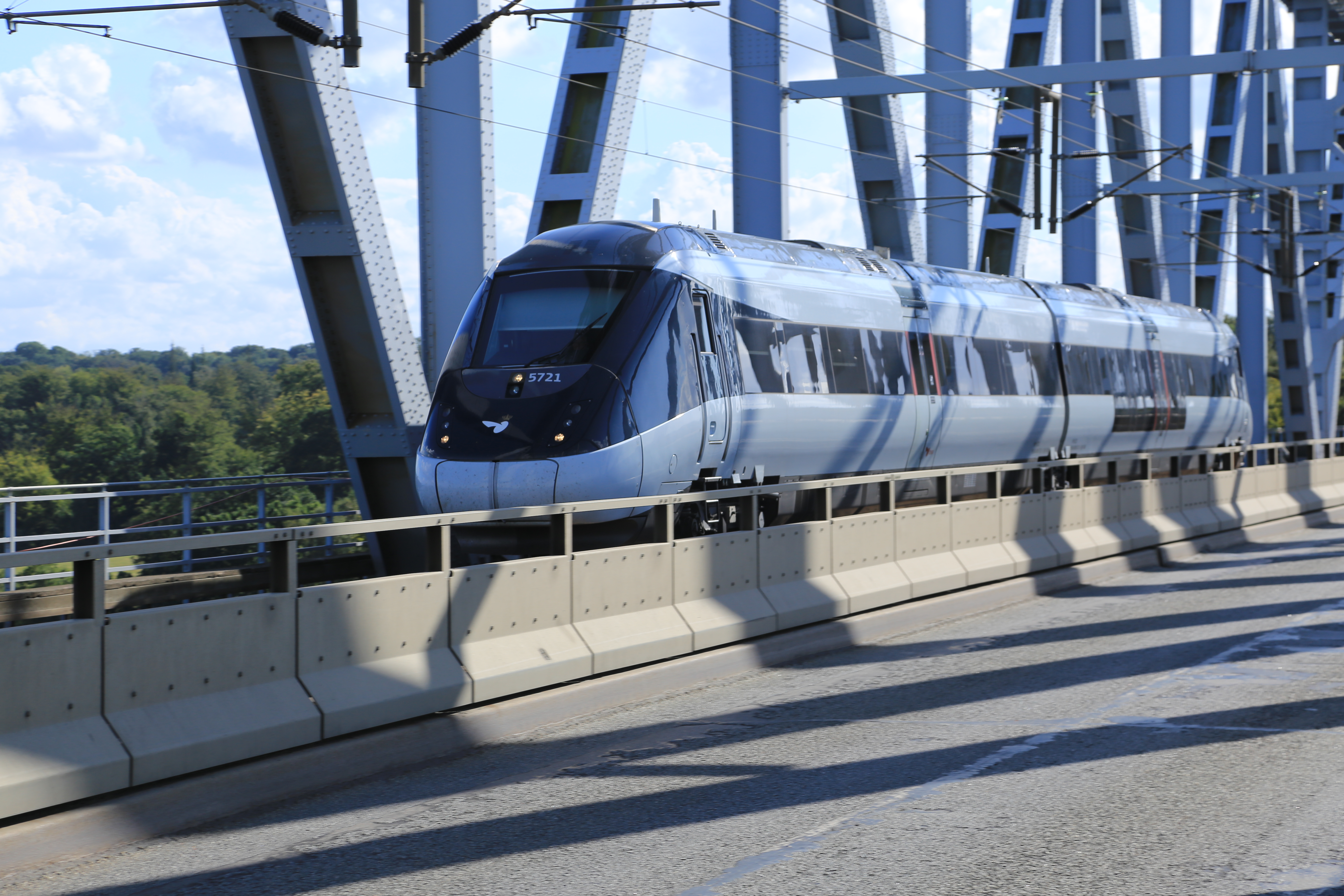
2015: DSB MP-trein
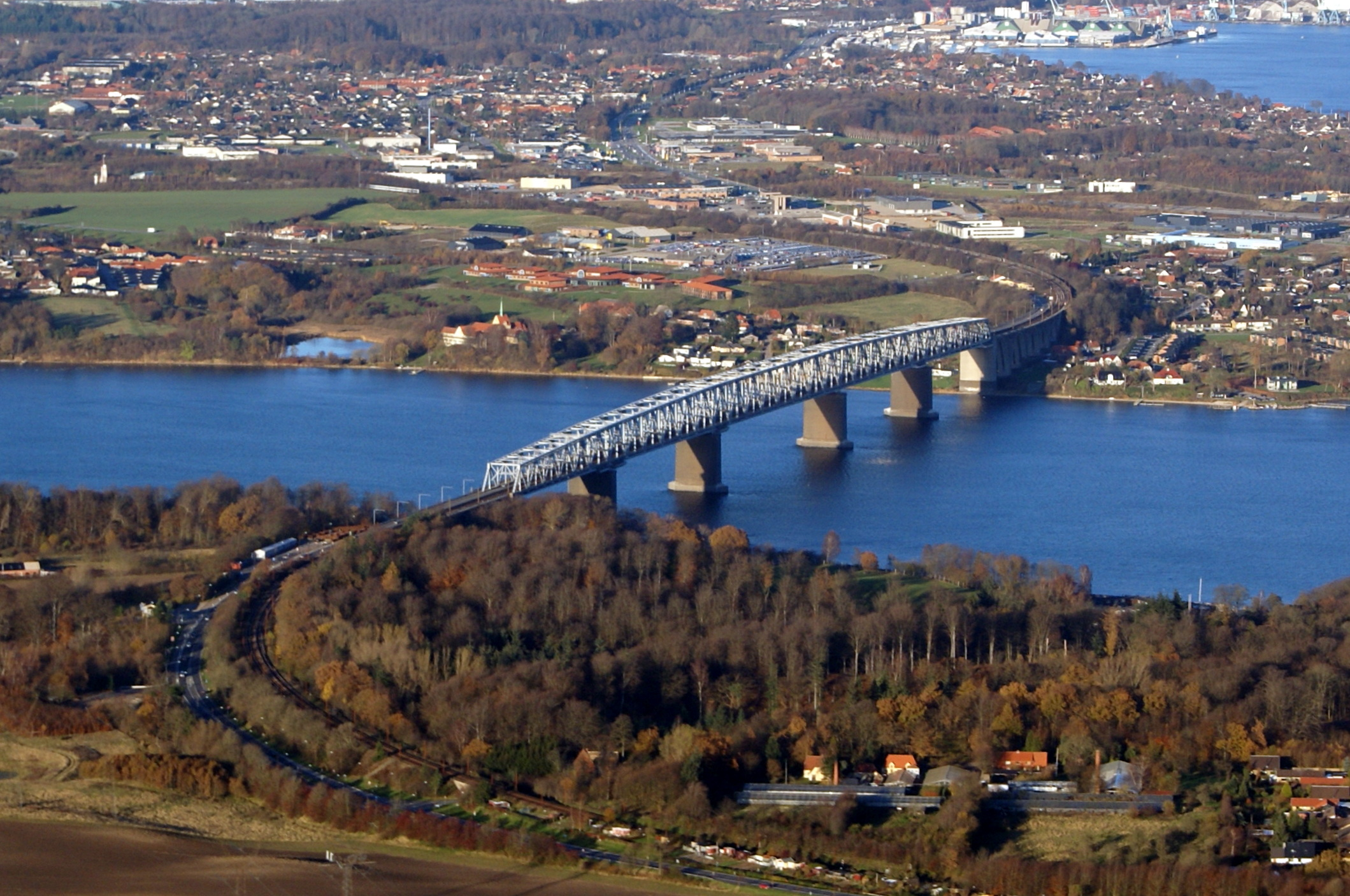
2007: aan de overkant ligt Snoghøj; Middelfart ligt net buiten beeld, rechtsonder
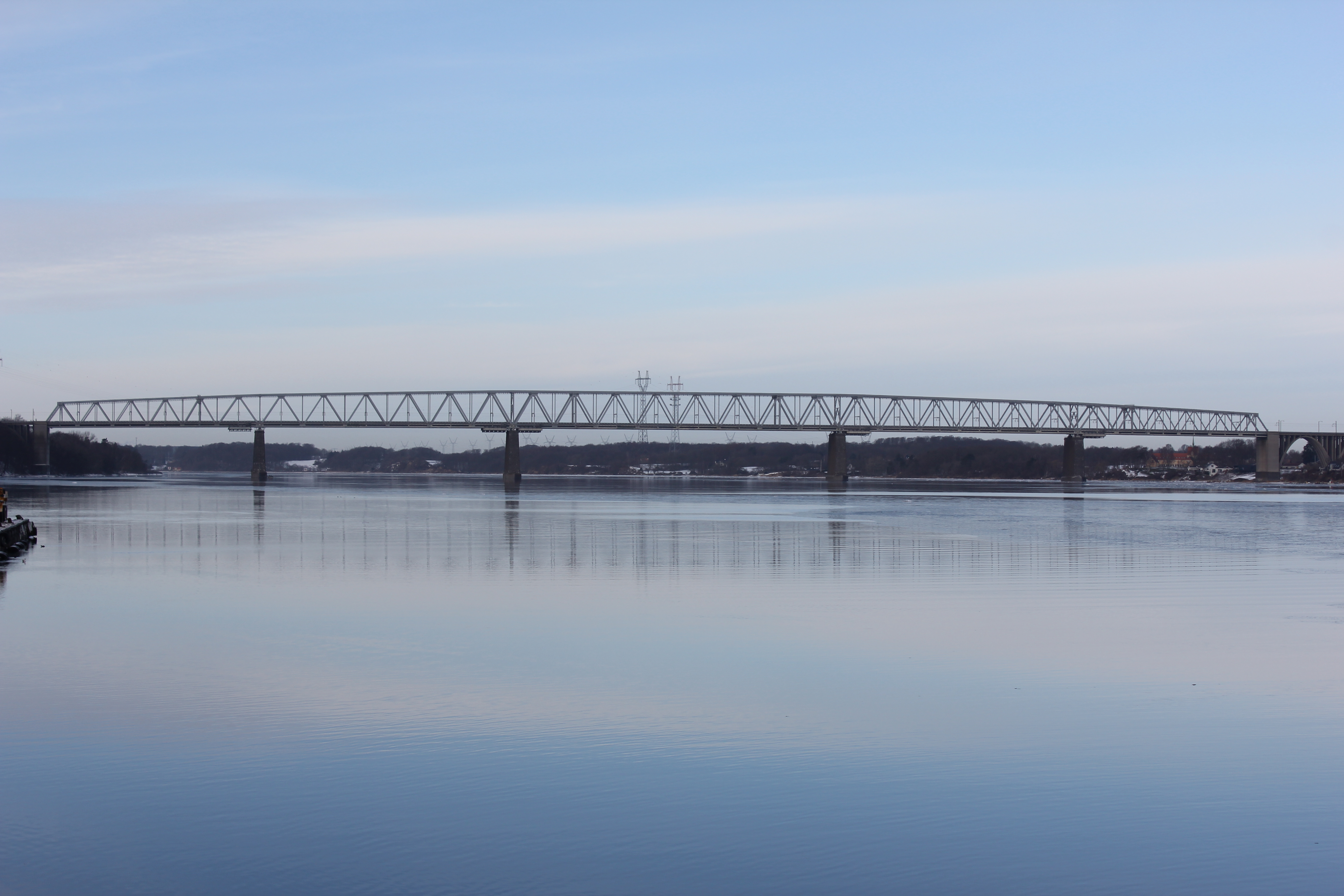
2011, vanaf Middelfart
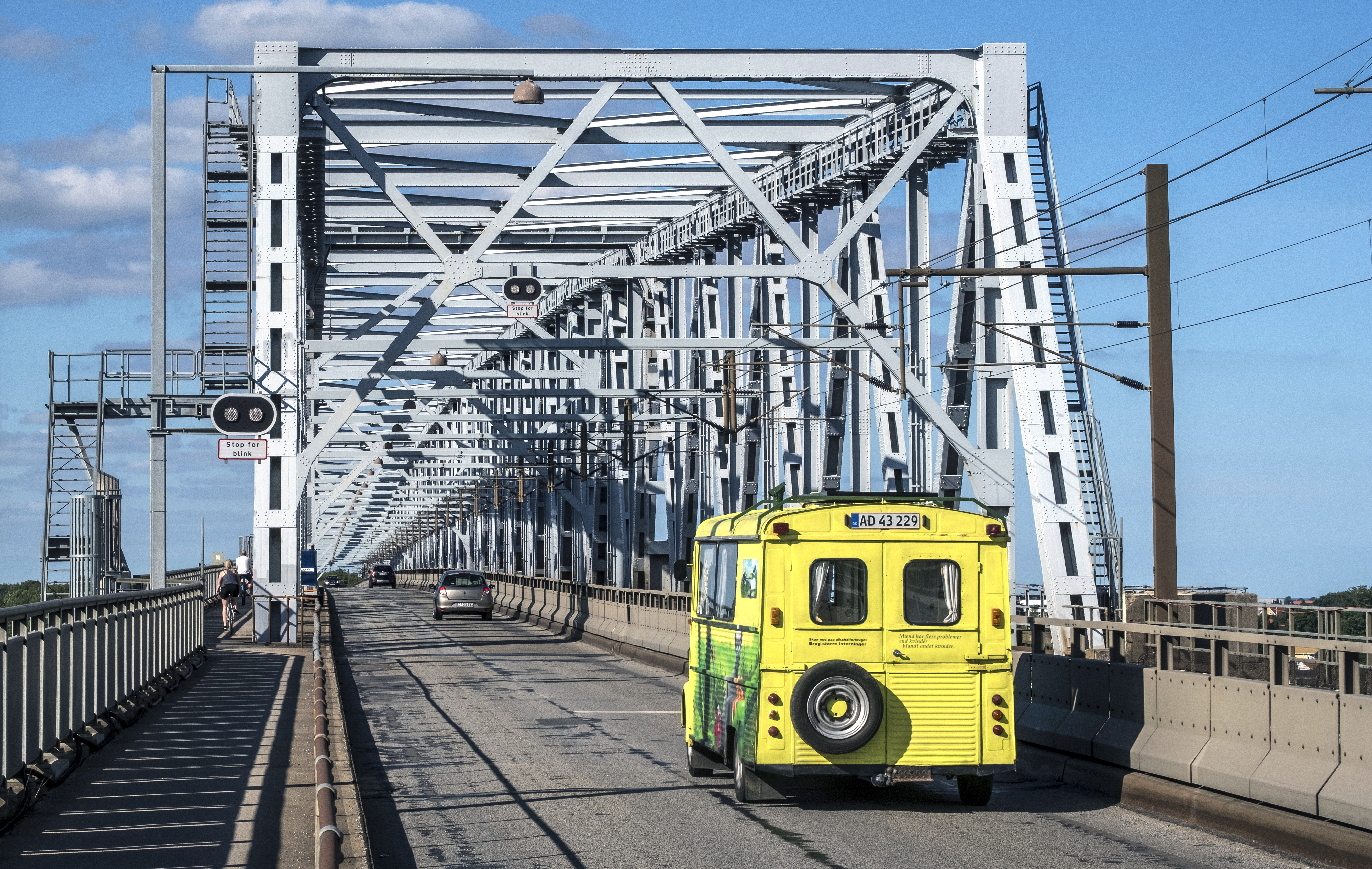
2017: Auto- en fietsverkeer vanaf de Jutlandse kant, met rechts de spoorlijn